# Aleksander Chłopek
Aleksander Antoni Chłopek (* 13. Dezember 1946 in Chrzanów) ist ein polnischer Politiker, Kommunalpolitiker und von 2005 bis 2011 Abgeordneter des Sejm in der V. und VI. Wahlperiode.

## Leben und Beruf
Er beendete sein Studium der Polonistik an der Fakultät für polnische Philologie der Jagiellonen-Universität in Krakau. Später absolvierte er ein Aufbaustudium zu zeitgenössischer Literatur an der Schlesischen Universität in Katowice und ein Theaterstudium am Landeskulturzentrum ebenda. Er arbeitete bis zu seiner Pensionierung als Lehrer.

## Politik
In den 60er Jahren arbeitete er in der akademischen Seelsorge an der Annakirche in Krakau und wurde von der kommunistischen Służba Bezpieczeństwa (Sicherheitsdienst) überwacht. Von 1978 bis 1981 gehörte er der Polska Zjednoczona Partia Robotnicza (PZPR) an, im Jahr 1980 trat er der oppositionellen Gewerkschaft Solidarność bei. In den Jahren 1992 bis 1995 war er in den Parteien Unia Demokratyczna (UD) und Unia Wolności (UW) aktiv. Von 2001 bis 2012 gehörte er der Prawo i Sprawiedliwość (PiS) an und beteiligte sich dann am Aufbau der  Solidarna Polska in Gliwice.
In den Jahren 1990 bis 1998 sowie 2002 bis 2005 war er Stadtrat in Gliwice. Nachdem er 2001 noch erfolglos kandidiert hatte, wurde er bei den Parlamentswahlen 2005 über die Liste der PiS für den Wahlkreis Gliwice mit 5366 Stimmen in den Sejm gewählt. Bei den Selbstverwaltungswahlen 2006 bewarb er sich erfolglos um den Posten des Stadtpräsidenten von Gliwice, er erreichte nur 26,75 % und kam damit auf den zweiten Platz. Bei den Parlamentswahlen 2007 wurde er zum zweiten Mal in den Sejm gewählt, diesmal mit 5762 Stimmen. Er war Mitglied der Sejm Kommissionen für die Verbindung mit der Polonia im Ausland sowie für Erziehung, Wissenschaft und Jugend. Bei den Selbstverwaltungswahlen 2010 kandidierte er erneut vergeblich für das Stadtpräsidentenamt in Gliwice. Bei der Parlamentswahl 2011 verpasste er die Wiederwahl und schied aus dem Sejm aus.

## Ehrungen
- 2017 Krzyż Wolności i Solidarności[3]
- 2017 Goldenes Verdienstkreuz der Republik Polen[4]